# Be Kind Rewind - Gli acchiappafilm
Be Kind Rewind - Gli acchiappafilm (Be Kind Rewind) è un film del 2008 scritto e diretto da Michel Gondry.

## Trama
Passaic, New Jersey: il signor Fletcher è il proprietario di una vecchia videoteca che si chiama Be Kind Rewind. È anche un grande fan del musicista jazz Fats Waller e sostiene che egli sia proprio nato nel palazzo della videoteca. A causa della concorrenza dell'altro videonoleggio del quartiere, che a differenza della Be Kind Rewind ha sostituito i film in VHS con i moderni DVD, il negozio rischia di chiudere, e una società immobiliare è intenzionata ad abbattere l'edificio per fare spazio a delle nuove abitazioni. Per sistemare gli affari il signor Fletcher si assenta per qualche giorno, lasciando quindi la responsabilità della videoteca al commesso Mike.
Durante la sua gestione Mike scopre che tutte le videocassette si sono cancellate dopo essere state toccate dal suo amico Jerry, il meccanico della zona che vive in un camper vicino ad una centrale elettrica. Infatti questi, durante un tentativo di sabotaggio della centrale, è stato contaminato dalle onde elettromagnetiche e - dopo essere entrato nel negozio - ha inavvertitamente smagnetizzato tutti i nastri col proprio corpo. Uno dei pochi clienti rimasti della videoteca, la signora Falewicz, ha intenzione di vedere Ghostbusters e, per non fare brutta figura, Mike e Jerry decidono di girare loro stessi una versione amatoriale del film. Quando il nipote della signora Falewicz vede la cassetta la trova talmente divertente che con i suoi amici va nella videoteca in cerca di altri film "taroccati".
Spinti dalla crescente richiesta Mike e Jerry iniziano a girare altri remake amatoriali di altri famosi film diventando così molto popolari nel quartiere. Tutto sembra andare per il meglio, quando un giorno si presenta nella videoteca la signora Lawson che, per conto delle major cinematografiche, accusa il signor Fletcher di aver violato le leggi sul copyright, obbligandoli a distruggere tutte le copie pirata. A questo si aggiungono le pressioni della società immobiliare che vuole l'edificio libero. I due amici però non si abbattono e con la partecipazione degli abitanti del quartiere decidono di realizzare un film tutto loro sulla vita di Fats Waller. La proiezione del film diverte e commuove ed è forse il momento in cui un quartiere degradato si sente per la prima volta una comunità.

## Distribuzione
Il film è stato presentato al Sundance Film Festival 2008 e ha chiuso la 58ª edizione del Festival di Berlino. In Italia è stato distribuito nelle sale cinematografiche il 23 maggio 2008.

## Parodie di altri film
- Ghostbusters - Acchiappafantasmi (Ghostbusters)
- Il re leone (The Lion King)
- A spasso con Daisy (Driving Miss Daisy)
- RoboCop
- Quando eravamo re (When We Were Kings)
- Boyz n the Hood - Strade violente (Boyz n the Hood)
- 2001: Odissea nello spazio (2001: A Space Odyssey)
- Colpo grosso al drago rosso - Rush Hour 2 (Rush Hour 2)
- King Kong
- Men in Black
- Carrie - Lo sguardo di Satana (Carrie)

## Curiosità
- Il titolo, traducibile come Siate gentili, riavvolgete, si rifà alla dicitura presente sulle videocassette americane destinate al noleggio.
- Nella versione originale i film "taroccati" vengono chiamati sweded, in riferimento alla posizione che la Svezia ha nei confronti del file sharing. Infatti, il governo svedese considera lo scambio di file come una libera forma di espressione e un diritto dei consumatori.
- Il regista Michel Gondry ha realizzato un trailer "maroccato" del film.
- Il murale di Fats Waller è basato sull'opera originale di Paul Gondry, fratello del regista.
- Nel film doveva essere presente anche una parodia di Ritorno al futuro, ma Steven Spielberg non concesse i diritti per tale riproduzione[1].